# Eslövs IK

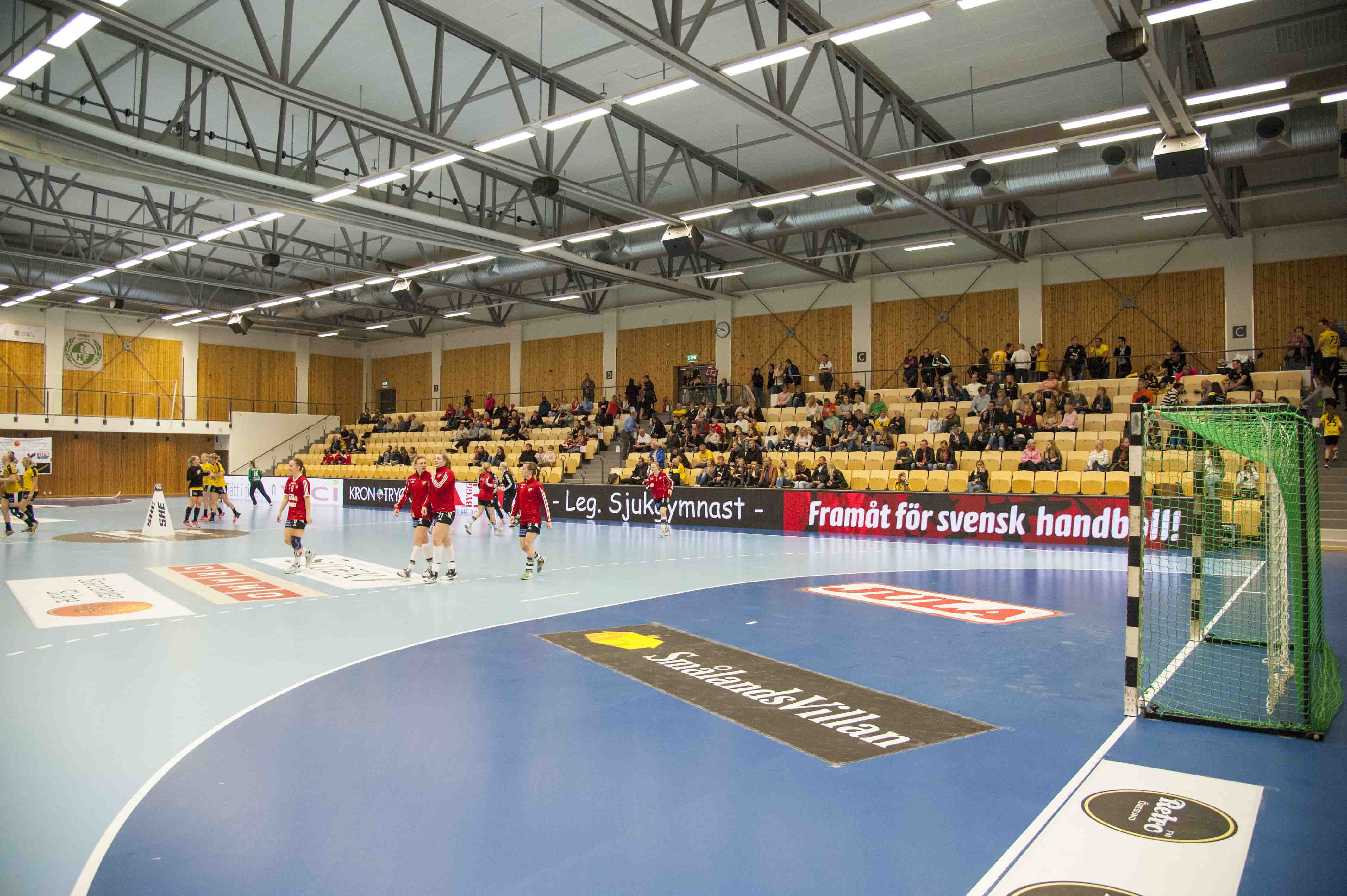
Eslövshallen, hemmaplan för Eslövs IK.

Eslövs IK är en idrottsklubb från Eslöv i Sverige, bildad 1931.  Klubben bedriver numera främst handboll, och damlaget kallas Team Eslövs IK och har gjort flera säsonger i Elitserien och blev svenska mästare säsongerna 2001/2002 och 2002/2003.

## Historia
Första säsongen i Allsvenskan slutade med bara förluster och en nolla i poängkolumnen. På 1970-talet var Skåne långt efter Stockholm och Göteborg inom damhandbollen. 1995 var det andra tider och Skåne samlade sina resurser i ett lag, Ett tag kallades laget även Team Skåne EIK, vilket ändrades 2002. Klubben bedriver även Division 2-laget Eslövstjejerna. 2004 vann Eslöv elitserien men förlorade finalen mot Skuru IK. Våren 2011 lyckades man på nytt ta sig till final mot IK Sävehof i Scandinavium i Göteborg. Man slog ut Lugi HF med 3-2 i matcher och uddamålsseger med 23-22 i avgörandet. I finalen pressade man Sävehof men förlorade med 23-25.
Eslöv har spelat i Elitserien /Svensk Handbolls Elit sedan 1995 (23 år), men den 16 februari 2018 stod det klart att Eslöv kommer att komma sist i SHE 2017/2018 när Lugi vann med 27-25. Eslöv har bara 2 poäng med 4 omgångar att spela och elfte lag har 11 poäng och Eslöv kan maximalt ta 10 poäng och blir alltså sist i SHE.
Till säsongen 2018/19 värvade Eslöv in H65 Höörs assisterande tränare Lasse Eklöv som ny huvudtränare efter Tomas Westerlund vars kontrakt löpte ut och valde att lämna. Klubben tog i samma veva också in Christoffer Borg Mattisson som sportchef, Vilde Stankiewicz som assisterande tränare, Mikael Salomonsson som målvaktstränare och Richard Mauritsson som lagledare för Elitverksamheten. Eslöv spelade säsongen 18/19 i damernas Allsvenska och kom på en 2:a plats efter segrande GT Söder. Under säsongen vann man 12 matcher, spelade 2 oavgjorda och förlorade 8 vilket gav 26 poäng och en målskillnad på +54, näst bäst i serien. De efterföljande åren har det gått sämre för Eslövs IK i damallsvenskan och 2020/2021 kom klubben sist och degraderades till division 1.

## Spelare i urval
- Therese Bengtsson
- Therese Brorsson
- Sara Eriksson
- Sara Holmgren
- Ingrid Jönsson
- Åsa Könsberg
- Fanny Lagerström
- Alexandra Möller
- Lina Möller
- Anna Olsson
- Maria Olsson
- Johanna Wiberg